# Бьянкетти, Сюзанна
Сюзанна Бьянкетти (фр. Suzanne Bianchetti; 24 февраля 1889, Париж — 17 октября 1936, там же) — одна из первых французских киноактрис, звезда немого кино.

## Биография
Впервые на киноэкране появилась в 1900 году и сразу же завоевала любовь и популярность у публики. Регулярно стала сниматься с 1917 года.
Снялась в около 40 фильмах. Среди наиболее известных ролей, сыгранных С. Бьянкетти — роль Марии-Антуанетты в фильме «Наполеон» (1927), Екатерины II в фильме «Калиостро», в фильме «Казанова» вместе со знаменитым Иваном Мозжухиным и другие.

## Фильмография
- 1917: Trois familles
- 1917: La femme française pendant la guerre
- 1918: Riquette se marie
- 1918: Riquette et le nouveau riche
- 1919: La naissance de la Marsellaise
- 1920: Filipotte
- 1920: Une brute
- 1921: Le père Goriot
- 1921: Le rêve
- 1922: Les mystères de Paris
- 1922: Jocelyn
- 1922: L’affaire du courrier de Lyon
- 1923: La légende de sœur Béatrix
- 1923: Violettes impériales
- 1924: La flambée des rêves
- 1924: L’enfant des halles
- 1925: Madame Sans Gêne
- 1925: La ronde de nuit
- 1925: Robert Macaire
- 1927: Наполеон — Мария Антуанетта
- 1927: Amours exotiques
- 1927: Казанова — Екатерина II
- 1928: Embracez-moi!
- 1928: Верден, образы истории
- 1928: Les mufles
- 1929: Калиостро / Cagliostro — Liebe und Leben eines großen Abenteurers — Мария Антуанетта
- 1930: Princes de la cravache
- 1930: Le roi de Paris
- 1932: La folle nuit
- 1932: Violettes impériales — Евгения Монтехо
- 1934: Aux portes de Paris
- 1935: Napoléon Bonaparte — Мария Антуанетта
- 1936: L’appel du silence

## Приз Сюзанны Бьянкетти
После смерти С. Бьянкетти её муж, писатель и актёр Рене Жанн (1887—1969), учредил награду для молодых и талантливых актрис имени Бьянкетти — Приз Сюзанны Бьянкетти. Приз в виде медальона с выгравированным портретом звезды впервые был вручён в 1937 году. С тех пор многие актрисы награждались этим почётным знаком. Среди них — Симона Синьоре, Марина Влади, Женевьев Бюжо, Изабель Аджани, Одри Тоту, Анни Жирардо и многие другие.